# Герман Дамовски
Герман Петров Христов – Дамовски, наричан Старио, е български и гръцки комунистически деец. Член на Вътрешната македонска революционна организация, после на ВМРО (обединена), когато приема идеите на македонизма. Репресиран е многократно от българските и гръцките власти.

## Биография
Герман Дамовски е роден на 1 септември 1899 година в леринското село Герман, тогава в Османската империя, днес Агиос Германос, Гърция. Негов баща е войводата от ВМОРО Петър Христов – Германчето.
През 1916 година е измъчван от гръцката власт и като бежанец пристига в България. През 1918 година се присъединява към работническото движение в София, а от 1924 година е майстор шивач. През 1926 година е ръководител на Разузнавателната организация на ВМРО за Преспанска околия. Близък е на дейци от ВМРО (обединена) и БКП, а през 1934 година участва в убийството на пунктовия началник на ВМРО във Варна Мане Накашев. Заради убийството е осъден на смърт от ВМРО и от българския съд, но впоследствие е оправдан. През 1937 година е интерниран в Котел заради левите си убеждения, а през 1938 година е повторно интерниран в Берковица във връзка с убийството на генерал Йордан Пеев.
През 1941 година, по време на Българското управление  в Македония, подпомага пленниците от Итало-гръцката война. През 1943 година е задържан на гара Ристовац от българската полиция заедно с дошлите от Недичева Сърбия Богоя Фотев и четирима други нелегални. Освободени са с помощта на комунисти, внедрени в българските институции. Същата година се изселва със семейството си в битолското село Бистрица, където се свързва с югославските партизани.
След 1946 година Герман Дамовски участва в Гръцката гражданска война и подпомага славомакедонските комунистически институции в Герман и Желево. Действа като партизанин и организатор в Преспанско, Леринско, Костурско и Кайлярско. Участва в боевете в Грамос планина, а след разгрома на комунистите в Гърция през 1949 година бяга в Полша. Набеден за титовист, е изключен от Гръцката комунистическа партия на 23 ноември 1949 година. През март 1950 година влиза в затвора, но Вроцлавският градски съд го освобождава. През 1952 година гръцки комунисти повторно повдигат обвинения срещу него. Арестуван е в Згожелец за трети път и е екстрадиран в България, където е арестуван през април същата година. Затворен е в концентрационния лагер Белене, откъдето е освободен на 6 януари 1954 година. Живее в София при брат си Спиро, където умира през 1959 година.